# 吴南如
吴南如（1898年9月23日—1975年5月12日），江苏宜兴人，中华民国外交官。
吴南如早年就读北京大学预科，后转入北洋大学法科，其间与张太雷熟识。 毕业后担任记者、编辑，并曾任北京国闻通信社主任。1922年赴美国华盛顿大学研读法律，同年回国后担任北洋政府国务院秘书、外交委员会秘书。1926年在颜惠庆推荐下，出任中华民国驻英国公使馆一等秘书。返国后，历任外交部条约委员会委员、外交部欧美司科长、外交部情报司司长、中华民国驻苏联大使馆参事、中华民国驻丹麦公使等。1941年，曾赴美国哥伦比亚大学进修。1943年后，又历任外交部礼宾司司长、外交部欧洲司司长、中华民国驻瑞士公使、行政院新闻局局长等。1956年，出任中华民国驻伊朗大使。1964年，调任中华民国驻科威特大使。1968起，任外交部顾问、外交部外交领事人员训练所所长，并任中国文化学院政治研究所所长。1975年在美国华盛顿逝世。